# Isztambul tömegközlekedése
Isztambulban számos tömegközlekedési eszköz áll a város több mint 14 millió lakosának rendelkezésére. A hagyományos értelemben vett tömegközlekedés 1871-ben indult meg az első lóvasút üzembe állításával, bár 1851-ben már közlekedtek gőzhajók az európai és ázsiai oldal között, ami tekinthető egyfajta tömegközlekedési módnak. 1874-ben elindult a Tünel nevű siklóvasút, 1914-ben pedig már elektromos villamosok közlekedtek a város európai oldalán.
Isztambul modern tömegközlekedésének meghatározó eleme a folyamatos fejlesztés alatt álló, 2020-ban hat működő vonallal rendelkező metró, melynek hosszát 2019 után 1000 kilométerre tervezi kiterjeszteni a városvezetés. 2013-ban megnyitották a Boszporusz alatt futó Marmaray alagutat, melybe bekapcsolták az elővárosi vasútvonalakat (banliyö) is. A vasúthálózatot kiegészíti még a Tünel mellett két másik siklóvasút, valamint két libegő.
Isztambul autóbusz-hálózatát két cég működteti, 750 vonalon több mint 4000 járművel. A távolsági buszokat kiszolgáló legnagyobb pályaudvar az isztambuli buszpályaudvar. Isztambulban különleges gyorsbuszhálózat is működik, a Metrobus. A török városokra jellemző, fix útvonalon közlekedő dolmuşok Isztambulban is elterjedtek, kötött útvonalon közlekedő taxiként is funkcionálnak.
A vízi közlekedés fontos része a város mindennapi életének, a Boszporusz két partja között számos komp- és vízibusz közlekedik. Isztambult három nemzetközi repülőtér szolgálja ki, az államalapító Mustafa Kemal Atatürkről elnevezett Atatürk repülőtér a város európai oldalán, az Atatürk fogadott lányáról, Sabiha Gökçenről elnevezett Sabiha Gökçen repülőtér az ázsiai oldalon, valamint a 2018-ban átadott Isztambuli repülőtér.
Az isztambuli tömegközlekedési eszközökön Istanbulkarttal lehet fizetni, mely egy érintőkártyás okos-fizetőrendszer.

## A tömegközlekedés kezdete

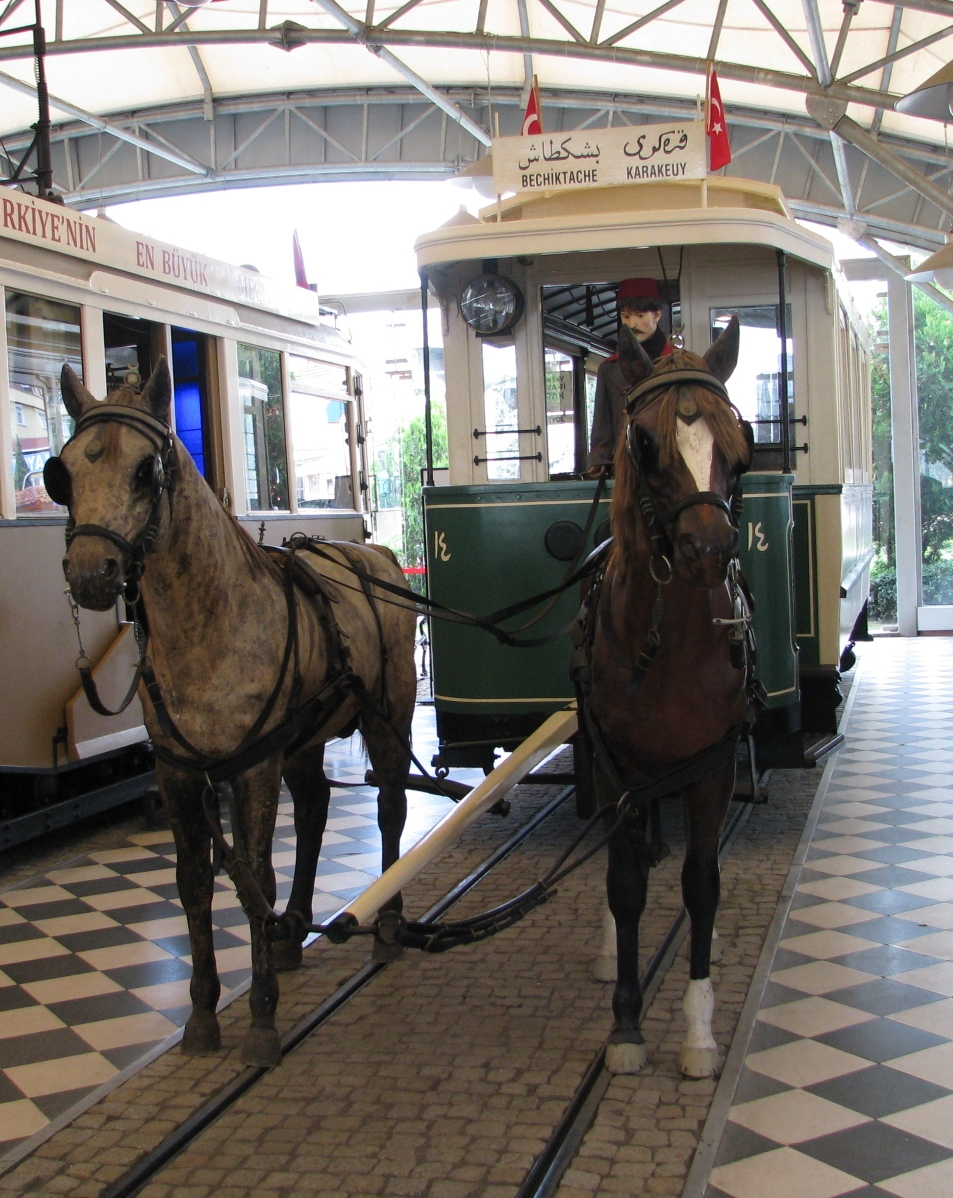
Isztambuli lóvasút rekonstrukciója a Rahmi M. Koç Múzeumban

Isztambul tömegközlekedésének kezdete hivatalosan 1869. augusztus 30-ára tehető, ekkor írták alá az Oszmán Birodalom fővárosában létesítendő közúti vasúti hálózat építéséről és működtetéséről szóló, 40 éves koncessziós szerződést, melyet egy Krepano Efendi nevű úr kapott meg. Előtte hárman is pályáztak a koncesszióra több éven át, azonban mindegyik tervet elutasították. Krepano Efendi İstanbul Tramvay Şirketi (Isztambuli Lóvasútvállalat) vállalata 1871-ben indult el az Azapkapı–Beşiktaş vonalon, majd két év alatt további három vonalat üzemeltek be. A vállalat omnibuszok üzemeltetésére kapott koncessziót, melyek a lóvasúthoz szállították az utasokat a kintebb eső kerületekből. Ugyancsak 1871-ben megkezdődött a Pera és Galata között közlekedő Tünel (siklóvasút) építése is, melyet 1874 végén helyeztek üzembe. Ennek koncesszióját Eugene Henri Gavand nyerte el 42 évre. 1914-ben a lóvasutat Isztambul-szerte elektromos villamosok váltották fel.
Isztambul közlekedésében régóta fontos szerepet játszottak a hajók, csónakok, melyeket 1851-től az első oszmán gőzhajózási cég megalapításával rendszeres gőzhajójáratok váltottak fel. Eminönüből kiindulva számos kikötőbe közlekedtek, a legforgalmasabb vonal a Galatába vezető volt. A rendszer gyorsan fejlődött, a vonalakat bővítették, a személyszállítás mellett teherszállító kompok is közlekedtek a Boszporuszon keresztül. A tömegközlekedési jellegét mutatja, hogy a diákok, a gyerekek és a katonák olcsóbban, a rendőrök és a jandarma biztonsági osztályához tartozók, valamint a városházán dolgozók pedig ingyen vehették igénybe. A hajókat Angliában gyártották és a gépészek is külföldiek voltak.

## Kötöttpályás hálózatok

### Villamoshálózat

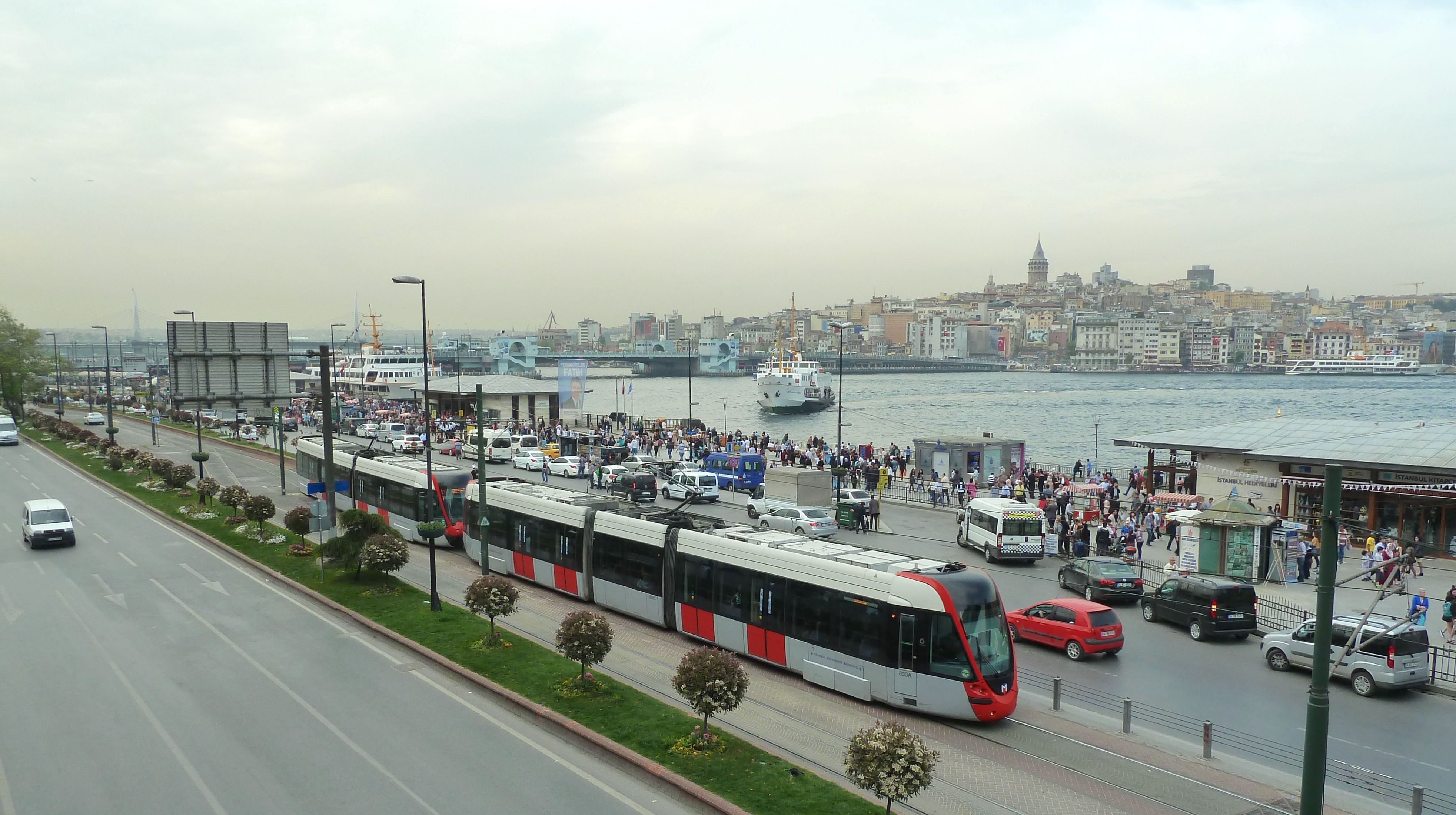
Alstom Citadis típusú villamos Eminönüben

Isztambulban két modern villamosvonal fut, a T1 jelzésű Kabataş–Bağcılar vonal, mely a korábbi T1 és T2 jelű vonal összevonásából született meg 2011-ben, és a T4 jelű vonal Mescid-i Selam és Topkapı között. A T1 vonal 31 állomást szolgál ki, 18,5 km hosszú és naponta 320 000 utast szállít. A T4 villamos vonala 15,3 km hosszú és 22 állomással rendelkezik, naponta 95 000 utast szolgál ki.
Az autós forgalom elől elzárt İstiklal sugárúton az 1870 méteres, Taksim tér és a tünel állomása közötti útvonalon közlekedő, felújított nosztalgiavillamost 1990-ben állították forgalomba, 20 percenként közlekedik. A T3 jelű, Isztambul ázsiai oldalán futó villamost is nosztalgiavillamosként definiálják, Kadıköy és Moda között közlekedik körpályán, Tatra GT6 típusú szerelvényekkel.

### Vasúti hálózatok

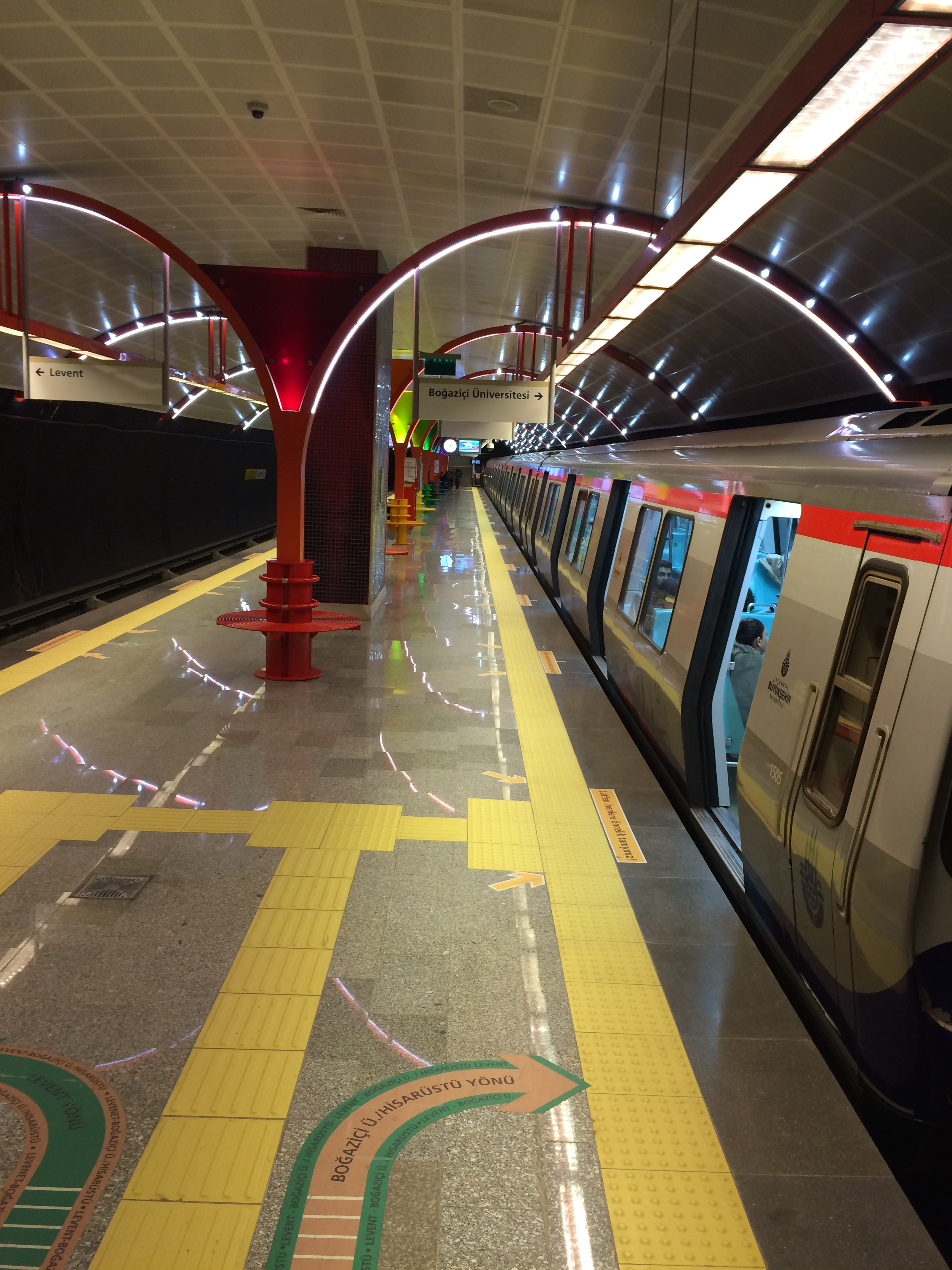
Nespetiye állomás az M6-os vonalon

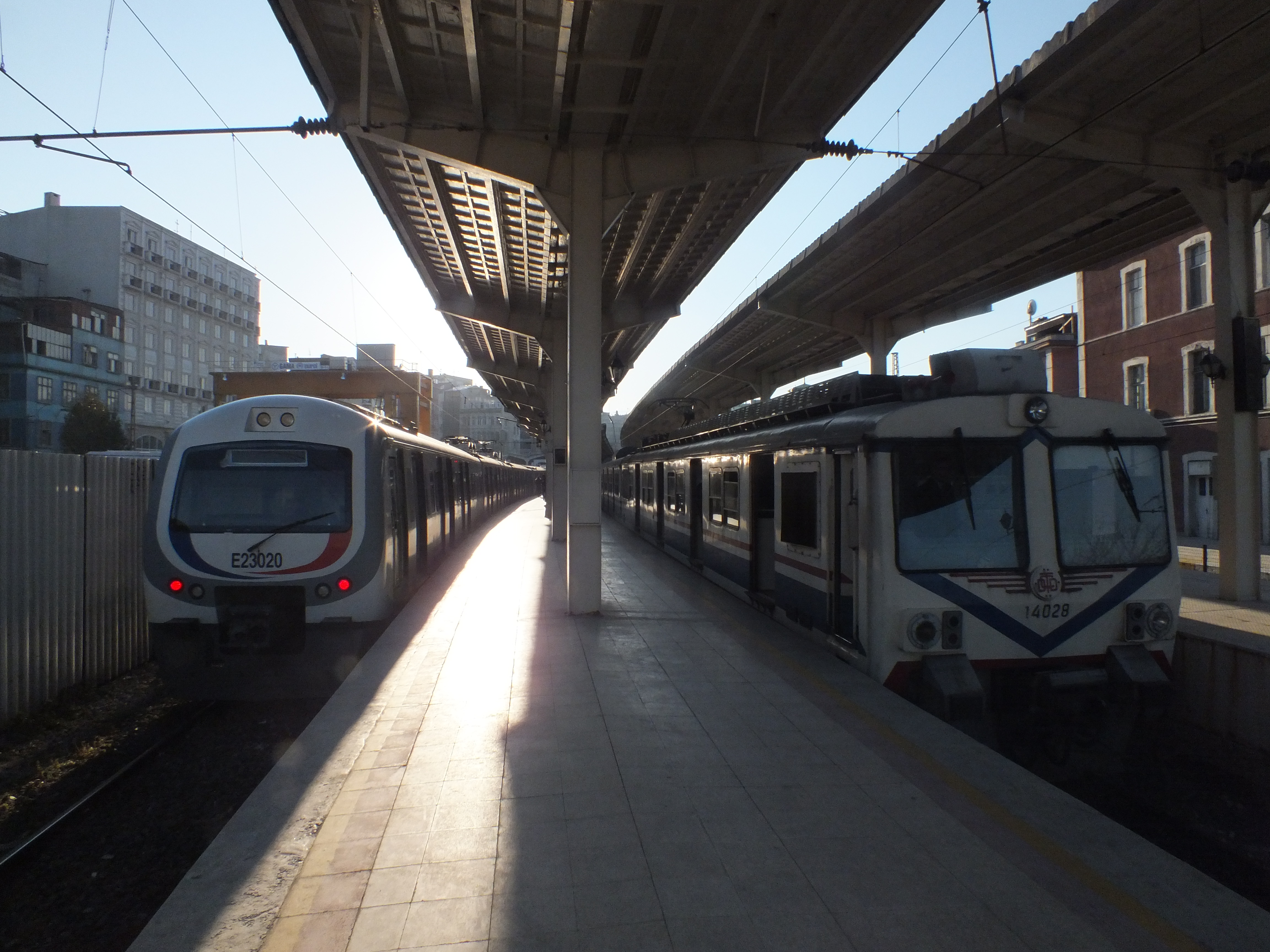
A Banliyö vonatai Sirkeci állomáson, 2012-ben, a vonal lezárása előtt

#### Metró
Az isztambuli metrónak hat átadott vonala van. Az M1 (piros) vonalat, mely tulajdonképpen egy könnyűvasút (hafif metro, LRT), 1989 szeptemberében nyitották meg. Yenikapı és az Atatürk nemzetközi repülőtér, valamint Kirazlı között közlekedik 105 kocsival, teljes hossza 26,1 km. A vonalon naponta 400 000 fő utazik. Az M2 (zöld) vonalat 1992-ben kezdték építeni és 2000-ben adták át. Yenikapı és Hacıosman között közlekedik 23,5 km-en, 16 állomással és 124 kocsival. Naponta 480 000 utast szállít. A Başakşehir–Olimpiyatköy között közlekedő M3 (kék) metró 2013-ban állt forgalomba, 15,9 km-es vonalon 11 állomást szolgál ki 80 kocsival. Az M4 (rózsaszín) metróvonalat Kadıköy és Tavşantepe között 2012-ben adták át, 26,5 km-en 19 állomást szolgál ki, forgalma napi 70 000 fő. A vonalon 144 CAF típusú kocsi közlekedik. Az M6-os (barna) vonalat 2015-ben adták át, a Levent és Hisarüstü/Boğaziçi Egyetem között közlekedő vonal 3,3 km hosszú és mindössze 4 állomása van.
Ezeken felül számos vonal építése, illetve a meglévők hosszabbítása van folyamatban, a város vezetése úgy tervezi, hogy 2019 után több mint 1000 kilométernyi vasúthálózat lesz elérhető Isztambulban.
2019-ben 495 millió utast szállított a metró.

#### Banliyö(elővárosi vasút)

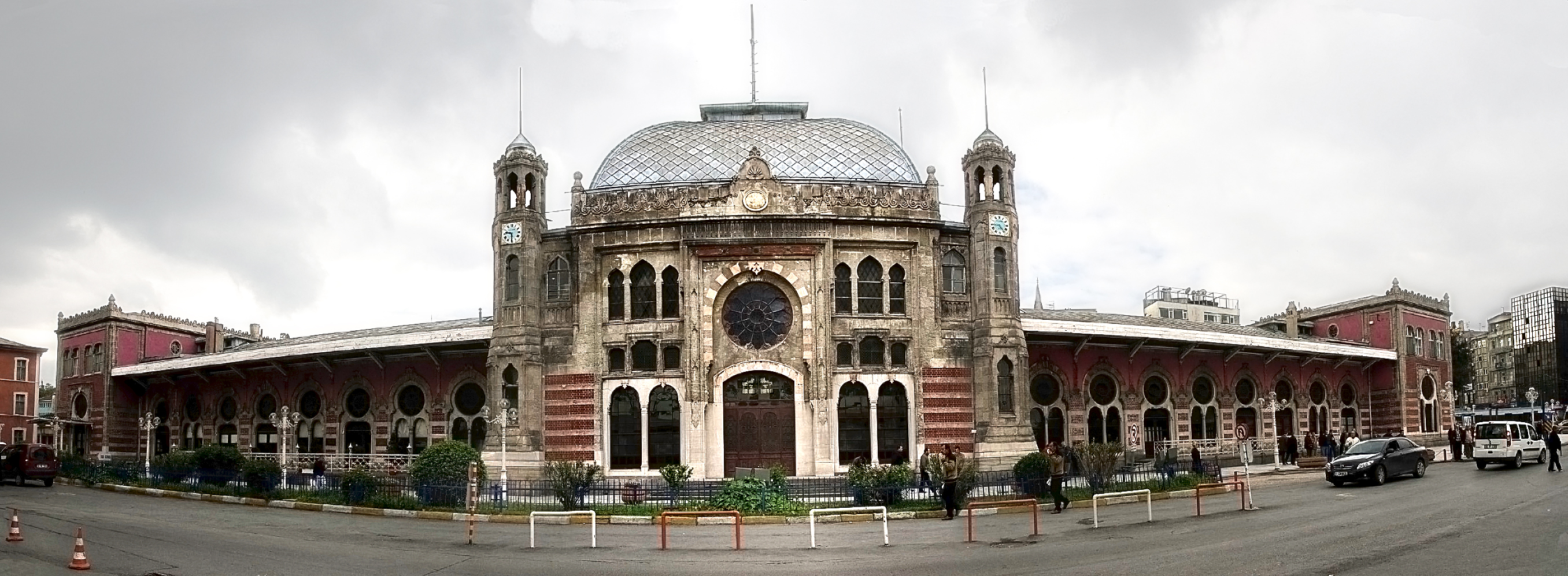
A Sirkeci pályaudvar

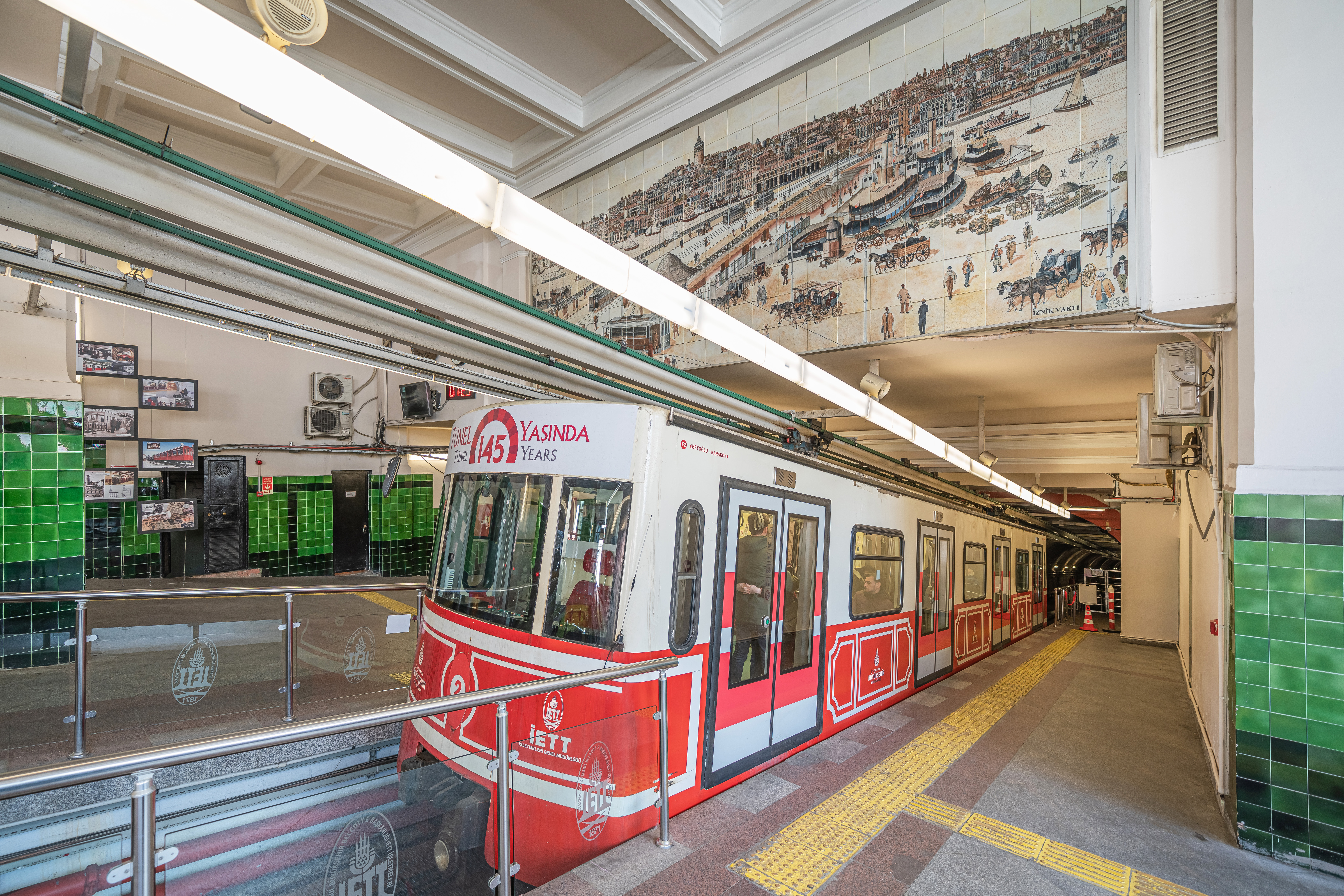
Tünel és állomása

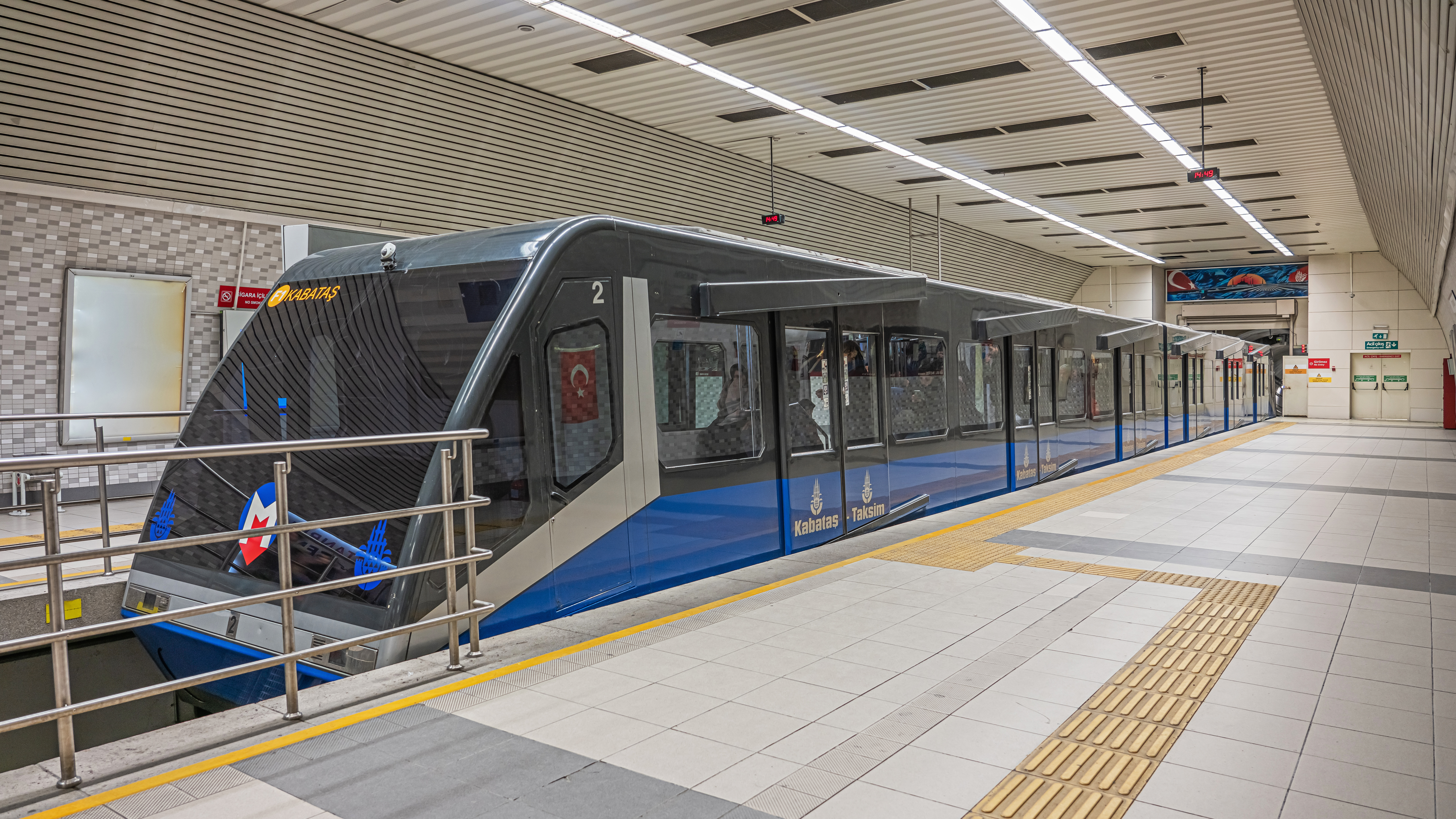
A Kabataş–Taksim között közlekedő siklóvasút

A Marmaray építése előtt két fő vonal létezett. Az európai a Sirkeci főpályaudvart (ide futott be hajdanán a nagy hírű Orient expressz is) köti össze Halkalival. Ez a vonal 1872-ben nyílt, akkor csak Sirkeci és Hadımköy között, a Bécs–Isztambul vonal részeként. Az ázsiai oldalon a vonalat 1969-ben modernizálták (villamosították), így a Haydarpaşa pályaudvar és Gebze közti 44 km-es távot és 28 állomást lehetett érinteni 61 perc alatt. Itt 1873-ban indult meg a forgalom Haydarpaşa és İzmit között.
A Marmaray projekt részeként 2012 és 2013 között mindkét vonalon lezárták a közlekedést, és megkezdődtek a felújítási munkálatok. A munkálatok meg-megakadnak, többször is elhalasztották a megnyitó dátumát.
A Marmaray vonal első szakaszát 2013-ban nyitották meg, 13,6 km hosszú, öt állomást szolgált ki. A vonalon TCDD E32000 típusú vonatok közlekednek. Az elővárosi (banliyö) vonalak integrálásával a tervezett hossz 76,3 km volt, összesen 42 állomással. A Gebze–Halkalı vonalat 2019-ben teljes hosszában megnyitották, 43 állomással. A Marmaray hat év alatt összesen 403 millió utast szállított az öt állomásos első szakaszon.

#### Siklóvasutak

##### Tünel
A Tünel (az „Alagút”; F2 siklóvasút) a londoni metró után a világ második legrégebbi földalatti vasútja, bár nem metró, hanem a Budavári siklóhoz hasonló kötélpályás „felvonó”. Nincs közbenső állomása, a pálya hossza megközelítőleg 573 méter, szintkülönbsége mintegy 60 méter, az utat 90 másodperc alatt teszi meg, és két kocsiban összesen 170 utast képes szállítani. 1875. január 17-én nyitották meg az Aranyszarv-öböl északi oldalán Galata és Pera (ma Karaköy és Beyoğlu) kerületek között.
A vasút ötletét eredetileg egy francia mérnök, Henri Gavand vetette fel. Két évvel később, 1869. november 6-án megkapta az építési engedélyt Abdul-Aziz szultántól. Külföldi befektetők keresése után, az 1871. július 30-án megkezdődött az építkezés, ami 1874 decemberéig tartott.
Megnyitásától 1910-ig lóvontatású volt, azóta villanymotor hajtja. 1939-ben államosították, azóta az IETT (İstanbul Elektrik Tramvay ve Tünel) üzemelteti Egy súlyos üzemzavar során, 1943. július 6-án 1 dolgozó meghalt, 20 ember pedig megsérült. 1971-ben felújították a Tünelt, és az eredeti fakocsikat fémszerelvényekre cserélték le.

##### F1 Taksim–Kabataş siklóvasút
2006-ban helyezték üzembe az F1 jelű siklóvasutat, mely Kabataş és Taksim között közlekedik. A vonal 594 méter, csak két állomása van. Négy kocsival naponta 35 000 utast szállít, a távolságot 2,5 perc alatt teszi meg. Csúcsidőben hárompercenként közlekedik.

#### F3 Seyrantepe – Vadi İstanbul AVM siklóvasút
A Vadistanbul és Seyrantepe állomások között közlekedő F3 jelű siklóvasutat 2017-ben nyitották meg, mindössze két állomással. A vonal 750 méter hosszú.

### Libegő

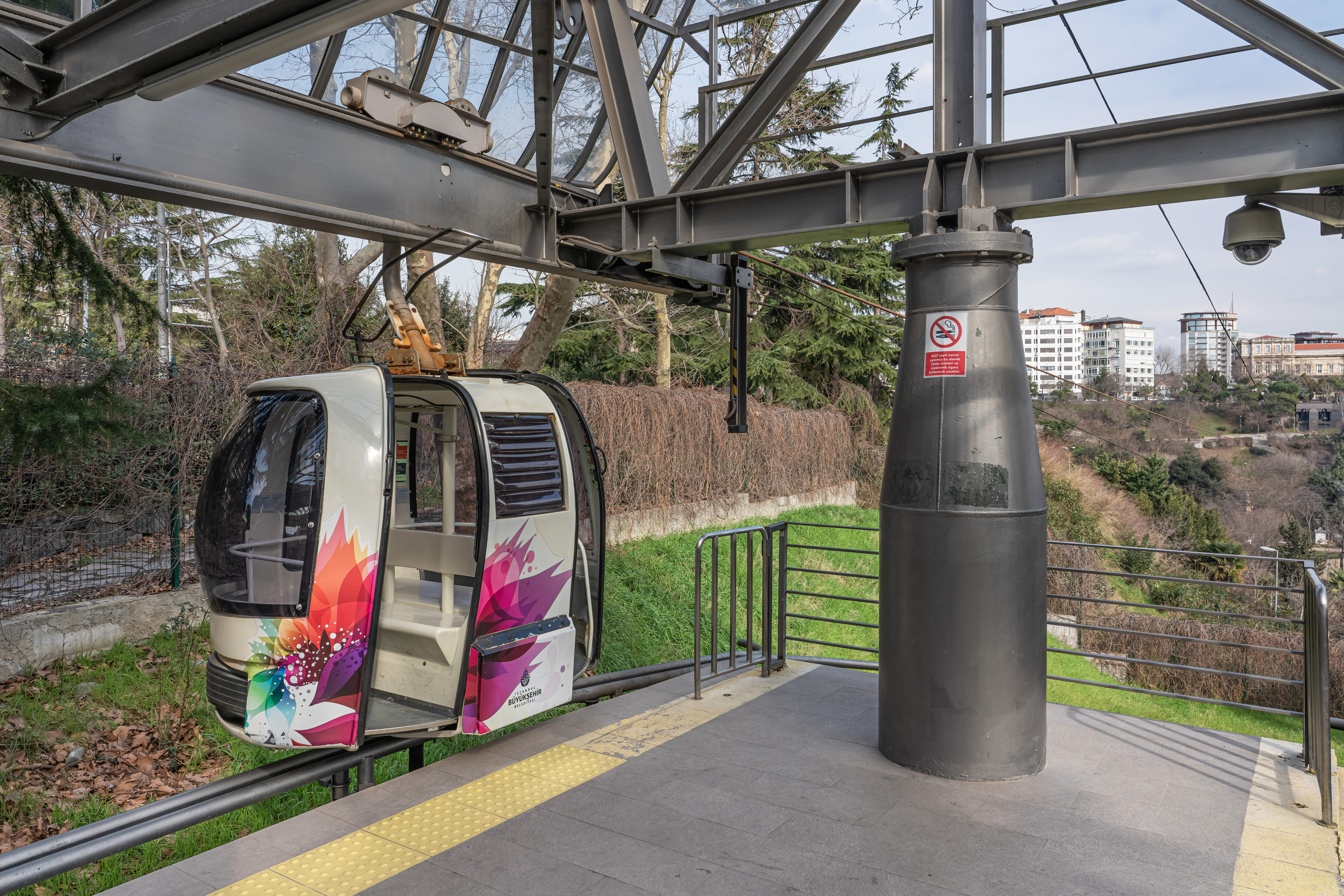
A libegő szerelvényei Taşkışla állomáson

A Demokrácia park fölött, Taşkışla és Maçka között található az 1993-ban épült libegő (Maçka–Taşkışla Teleferik). Az utazás három és fél percig tart a 347 méter hosszú vonalon. A két kabin 6-6 ülése naponta körülbelül 1000 utast szállít.
2005-ben egy második libegőt is üzembe helyeztek, mely Eyüpben található és a Pierre Loti orientalistáról elnevezett Piyerloti-dombra közlekedik. A pálya 384 méter hosszú, a libegő ezt az utat 2,75 perc alatt teszi meg. A kabinok nyolcszemélyesek, naponta mintegy 4000 utast szállítanak.

## Autóbusz-közlekedés

### Autóbusz-hálózat

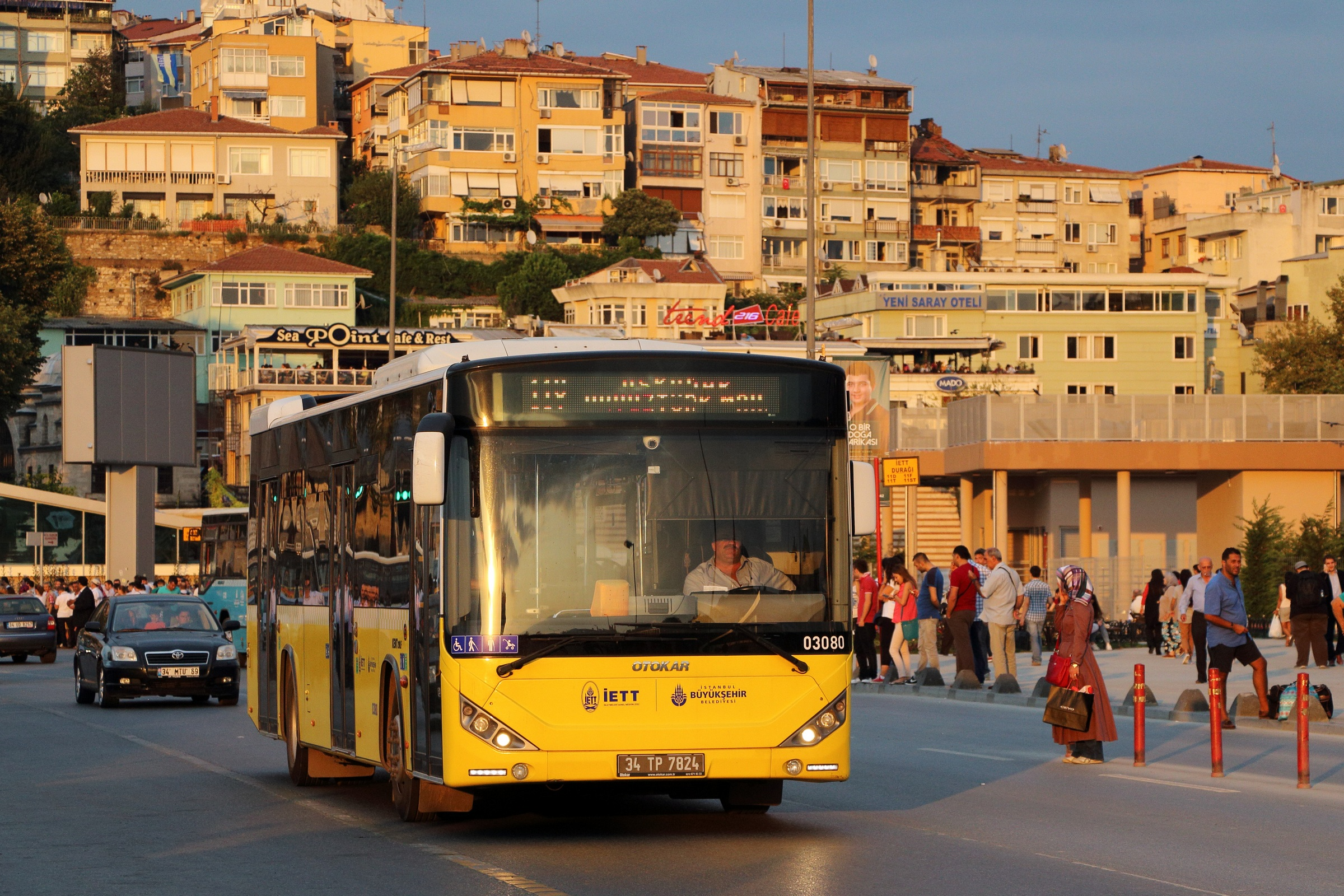
Otokar Kent típusú autóbusz Isztambulban 2014-ben

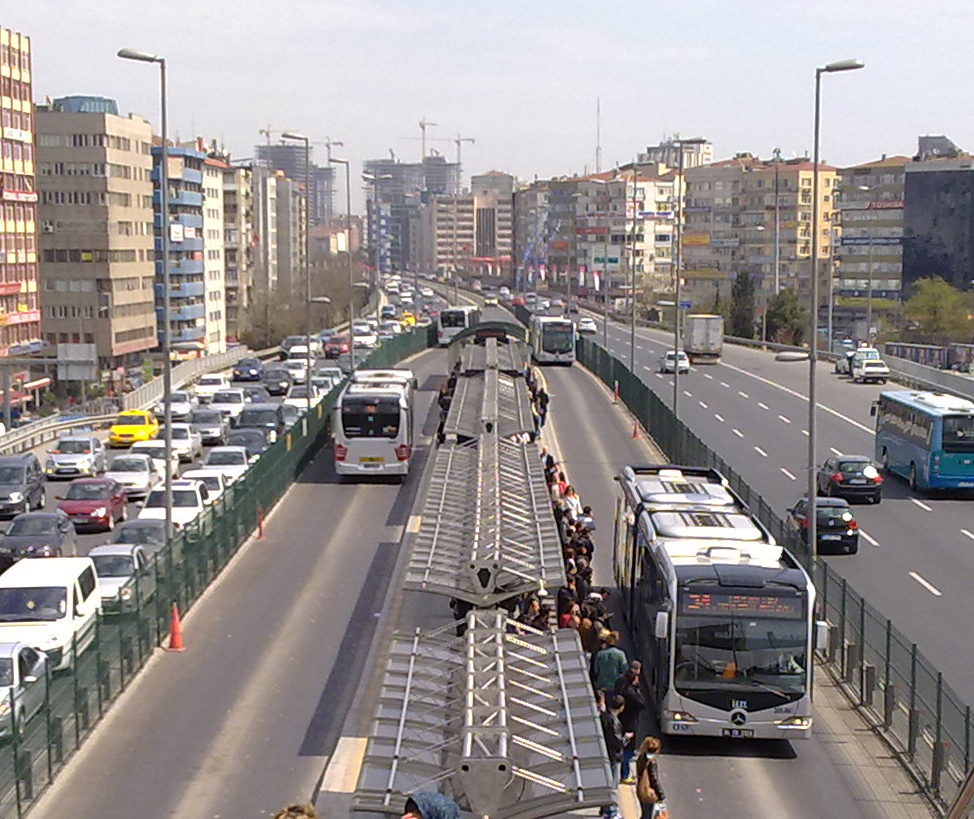
Metrobus-megálló Mecidiyeköyben

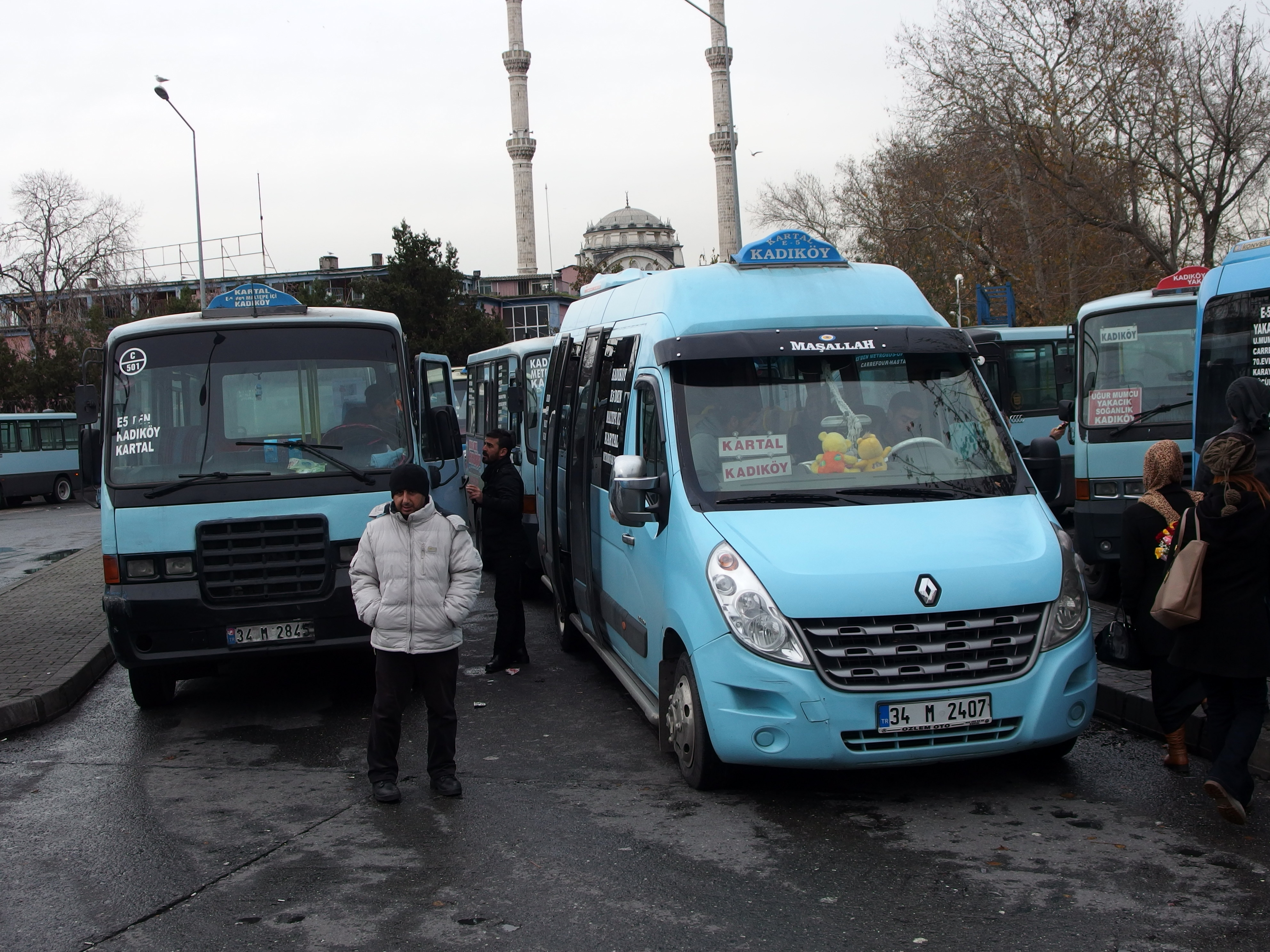
Dolmuşok Isztambulban

Isztambul 750 vonalból álló autóbusz-hálózatát két cég működteti, az İETT és az İstanbul Otobüs İşletme A.Ş. Az İETT flottája 2017 januári adatok szerint 3050 buszt számlál, többek között Mercedes-Benz Citaro, Mercedes-Benz CapaCity, Mercedes-Benz Conecto, Phileas, Otokar Kent és Karsan Avancity modellek futnak az utakon. Az İstanbul Otobüs İşletme 985 autóbuszt üzemeltet, a flotta nagy részét BMC, TEMSA, Güleryüz, Otokar és Mercedes-Benz buszok teszik ki. A városban mintegy 11 700 buszmegálló található. 1985 óta magánbuszok is részt vehetnek a tömegközlekedésben (az İETT felügyelete mellett), ezek között található 141 emeletes busz is. Az autóbusz-hálózatot összesen több mint 3,9 millió utas veszi igénybe naponta.
A város legnagyobb, távolsági buszokat indító és fogadó terminálja az isztambuli buszpályaudvar, melyen naponta több ezer busz fordul meg. A távolsági buszokat magáncégek üzemeltetik Törökországban.

### Metrobus
Az isztambuli metrobus egy gyors buszjáratokból álló tömegközlekedési rendszer, mely 2007 szeptembere óta üzemel, az első vonal Avcılar–Topkapı között épült meg 18,3 km hosszan. Ezt követte a Topkapı‑Zincirlikuyu szakasz megnyitása 2008-ban, a Zincirlikuyu-Söğütlüçeşme szakasz 2009-ben, majd az Avcılar‑Beylikdüzü szakasz 2012-ben, amivel a hálózat hossza 52 kilométer lett. A vonalon Mercedes Capacity, Mercedes-Benz Citaro és Phileas buszok közlekednek. A vonalon hat járat üzemel, melyek különböző szakaszokat látnak el. Naponta 800 000-en veszik igénybe.

### Dolmuş
A dolmuş fix útvonallal, de menetrenddel nem rendelkező minibusz vagy szedán. A taxi és a busz keveréke. Törökország majdnem minden városában megtalálható, bár Isztambulban és Ankarában a közlekedési káosz elleni harc során próbálják visszaszorítani. Általában magántulajdonú kisbuszok látják el a tömegközlekedés ezen ágát. A dolmuş jelentése „megtelt”, ez a név a szolgáltatás elvéből alakult ki: a kisbuszok akkor indulnak a szélvédőjükön kifüggesztett célállomás felé, amint a megfelelő számú utas összegyűlt a járművön. A menetdíj fix, valamivel magasabb, mint a buszjegy – viszont cserében a jármű rugalmasan megáll bárhol. Isztambulban a dolmuşokat a helyi közlekedési hatóság felügyeli, a taxi és a dolmuş keverékének számító taxidolmuş (taksi dolmuş) pedig teljesen a város által szabályozott árakkal dolgozik, akárcsak a taxi. A taxidolmuş olyan, mint egy hagyományos sárga taxi, négy főt szállít, de meghatározott útvonalon és fix díjért. Az iránytaxikat naponta több mint 2,2 millió utas használja.

## Vízi közlekedés

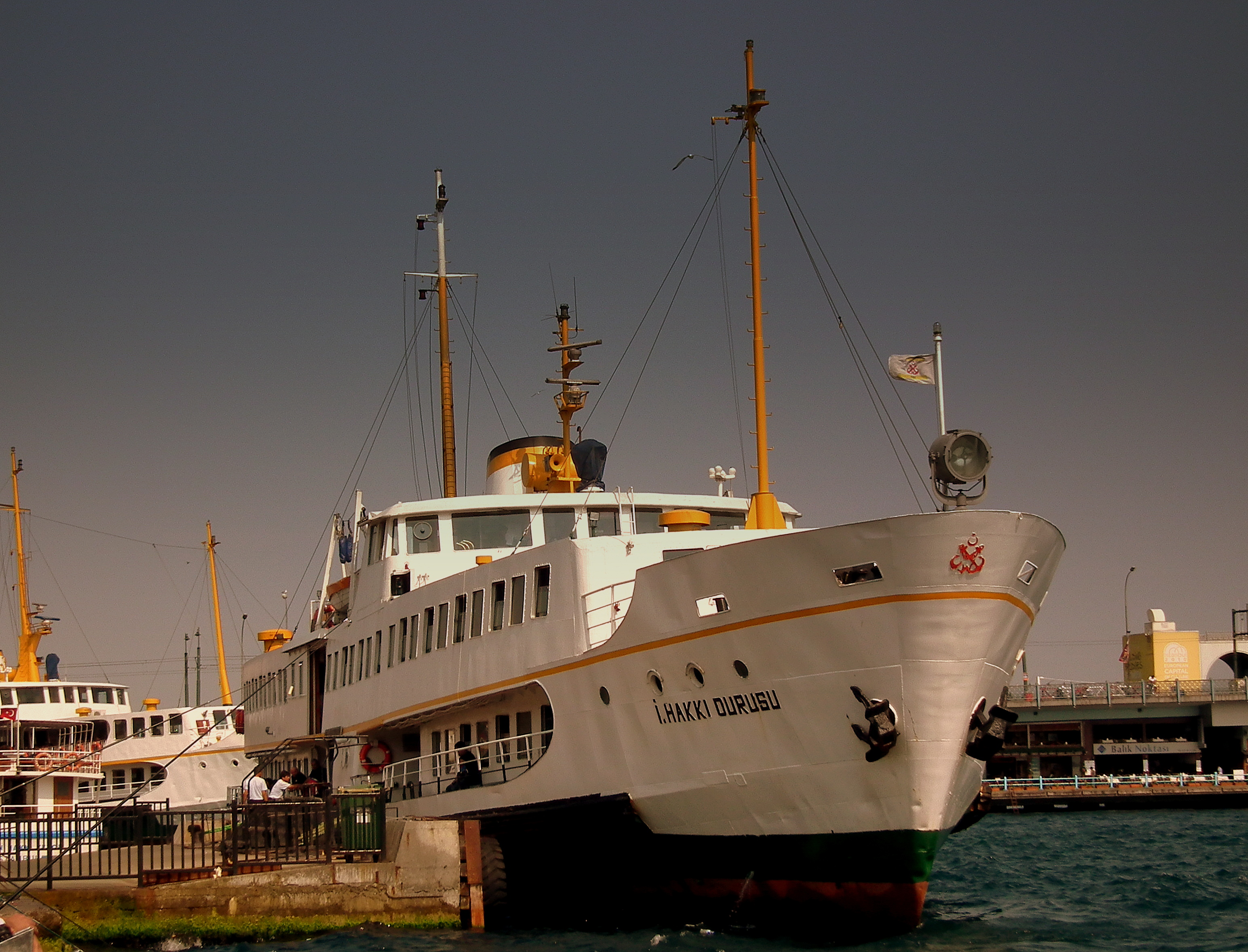
Komphajó Isztambulban

Mivel Isztambult szinte minden irányból víz veszi körül, a kompok fontos részét képezik a mindennapi közlekedésnek. Több típusú jármű közlekedik: a deniz otobüsü (karcsú vízibusz), mely csak utas- és áruforgalmat bonyolít, a nagyobb testű, lassabb vapur (személyszállító komp), valamint a feribot (személy- és járműszállító komp). A vízi közlekedést több cég végzi, az İstanbul Deniz Otobüsleri (İDO), a Turyol és a Dentur Avrasya, valamint magánkézben lévő hajók is közlekednek, ezeket a város önkormányzata szabályozza. Az İDO a város legnagyobb víziközlekedés-szolgáltatója, 35 állomással és 53 hajóval rendelkezik.

## Légi közlekedés

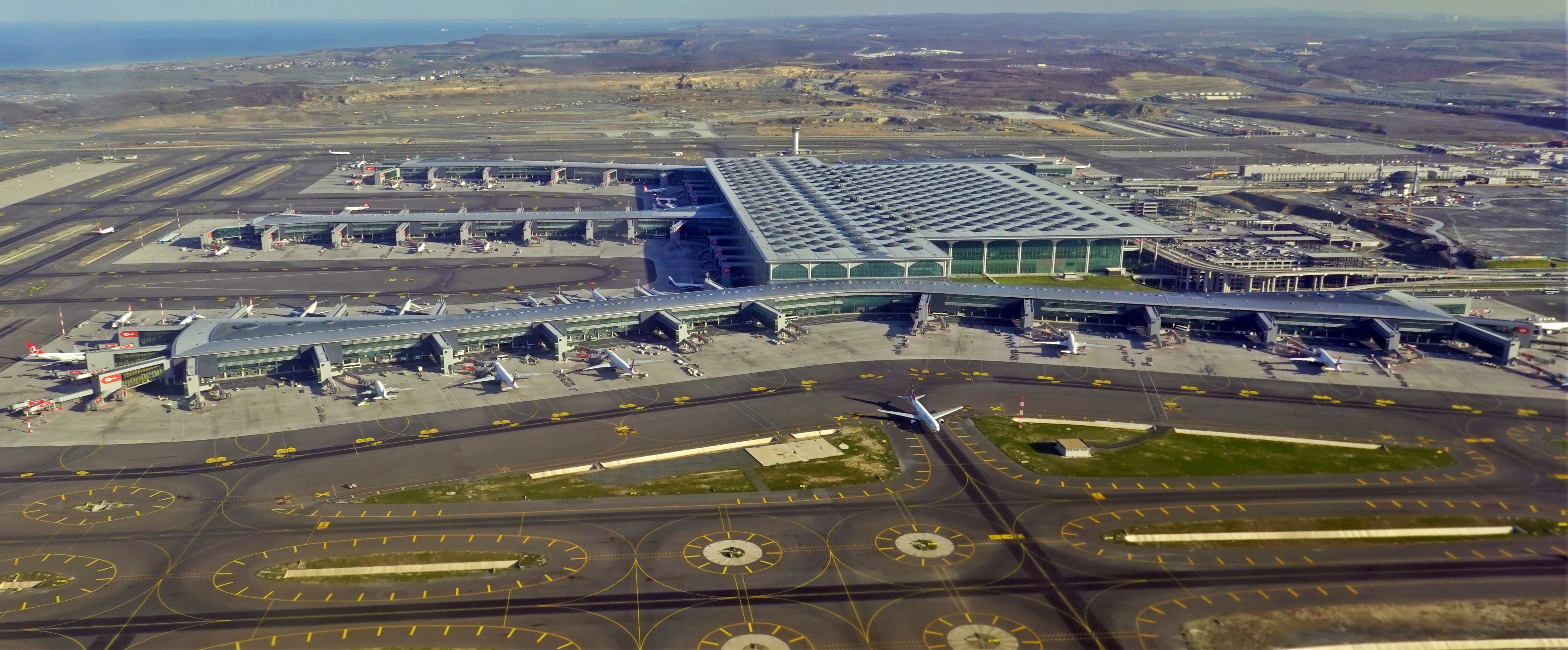
Az Isztambuli repülőtér

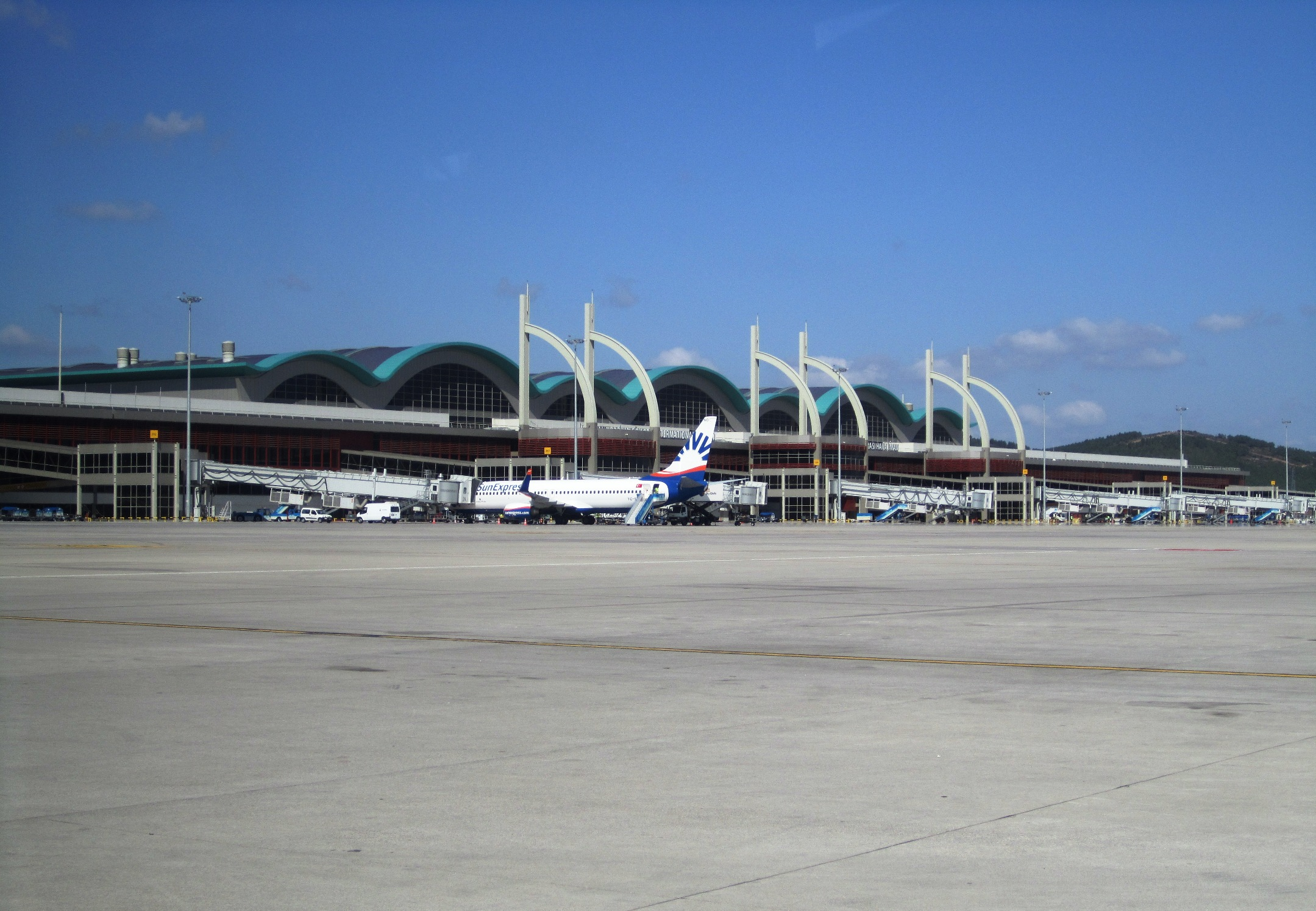
A Sabiha Gökçen repülőtér

Isztambult három nemzetközi repülőtér szolgálja ki: az Atatürk nemzetközi repülőtér és a 2018-ban átadott Isztambuli repülőtér a város európai oldalán, valamint az államalapító Mustafa Kemal Atatürk fogadott lányáról, Sabiha Gökçenről elnevezett Sabiha Gökçen repülőtér az ázsiai oldalon.
Az 1953-ban épült Atatürk nemzetközi repülőtér ezt a nevét 1985 óta viseli. A repülőtér nemzetközi termináljának kapacitása 25,5 millió utas évente, a belföldi terminálé pedig 12,8 millió. 2015-ben a nemzetközi terminál 41,9 millió utast fogadott, a belföldi forgalom pedig 19,3 millió utas volt. A repülőtér megközelíthető az M1-es metróval, az Atatürk Havalimani állomásnál, valamint a 96T jelű busszal Taksimból. Az új Isztambuli repülőtér átadásával az Atatürk repülőteret a kereskedelmi forgalom elől lezárták, 2019 áprilisa óta csak teherforgalmat, diplomáciai forgalmat, légitaxiforgalmat bonyolít.
A Sabiha Gökçen repülőteret 2001-ben nyitották meg, 2016-ban 29,6 milliós utasforgalmat bonyolított, ebből 20,1 millió belföldi utas volt. A repülőtér forgalma 2011 óta megduplázódott. Megközelíthető több İETT-buszjárattal, valamint Havataş shuttlebuszokkal. Az M4-es metró hosszabbítása a repülőtérig folyamatban van.

## Tarifarendszer
Az isztambuli tömegközlekedés okos-fizetőrendszere az érintéssel működő, feltölthető Istanbulkart. Négyféle típusú kártya létezik, egy általános anonim kártya, valamint speciális kártyák, melyek igényléséhez személyazonosító dokumentum szükséges. Ilyen a kék színű havibérlet, valamint az utazási kedvezményekre jogosító kártyák a diákok és a tanárok számára, valamint az ingyenes utazást biztosító kártyák a fogyatékkal élők, a 65 év feletti nyugdíjasok, valamint közalkalmazottak meghatározott csoportjai számára. A kártyát a metrón, a buszokon, a villamosokon, a kompokon, az elővárosi vasúton és a siklóvasutakon is lehet használni fizetésre. Feltölteni erre kijelölt eladóhelyeken, illetve automatáknál lehet (Biletmatik). Az Istanbulkart a korábbi Akbil rendszert váltotta fel 2009-ben, az Akbilt 2015-ben vonták ki végleg a forgalomból.
2017-től építik ki a városban a taxis fizetőrendszert, mely lehetővé teszi, hogy a fix áron szállító taxikban Istanbulkarttal is lehessen fizetni.

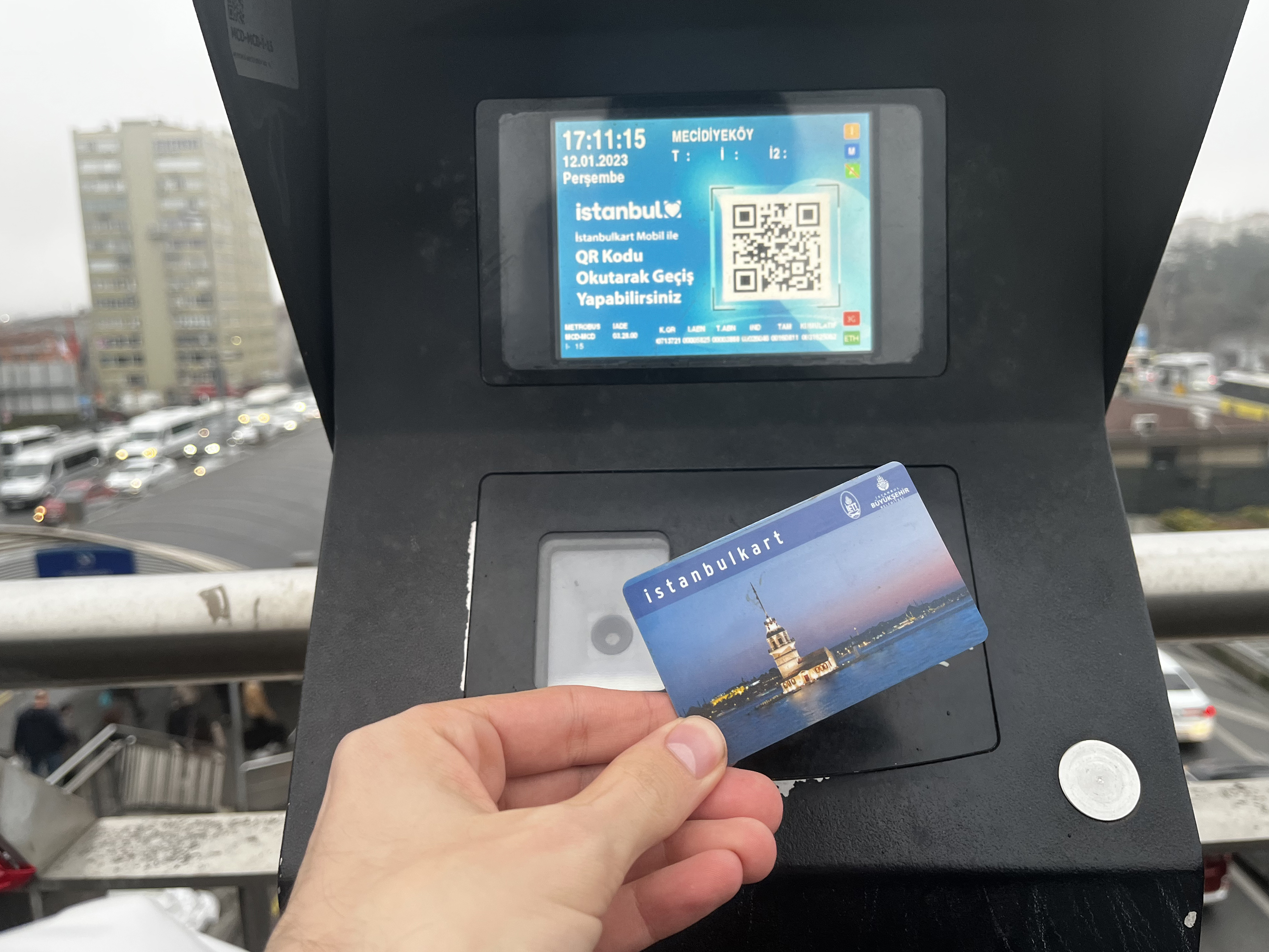
Istanbulkart használata
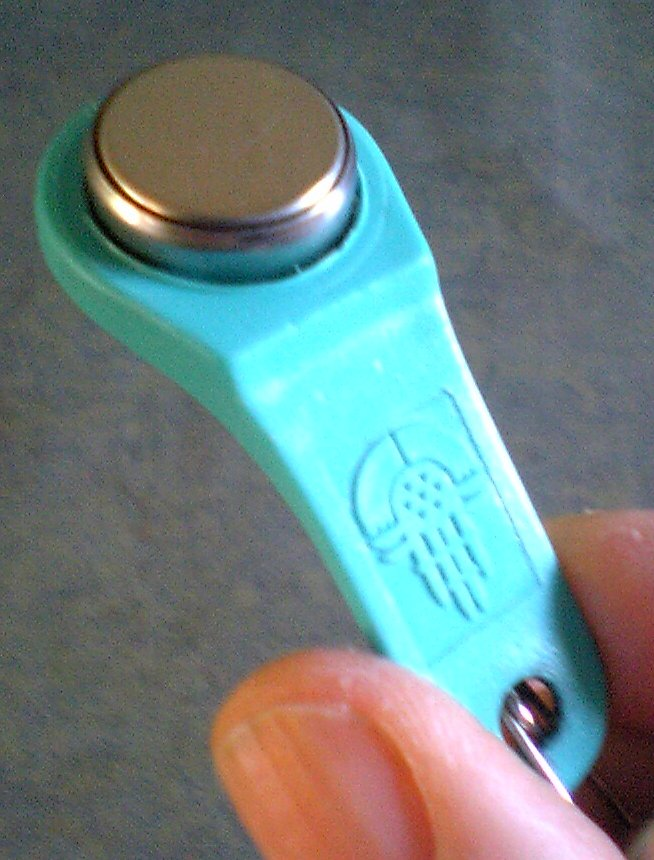
A forgalomból kivont Akbil
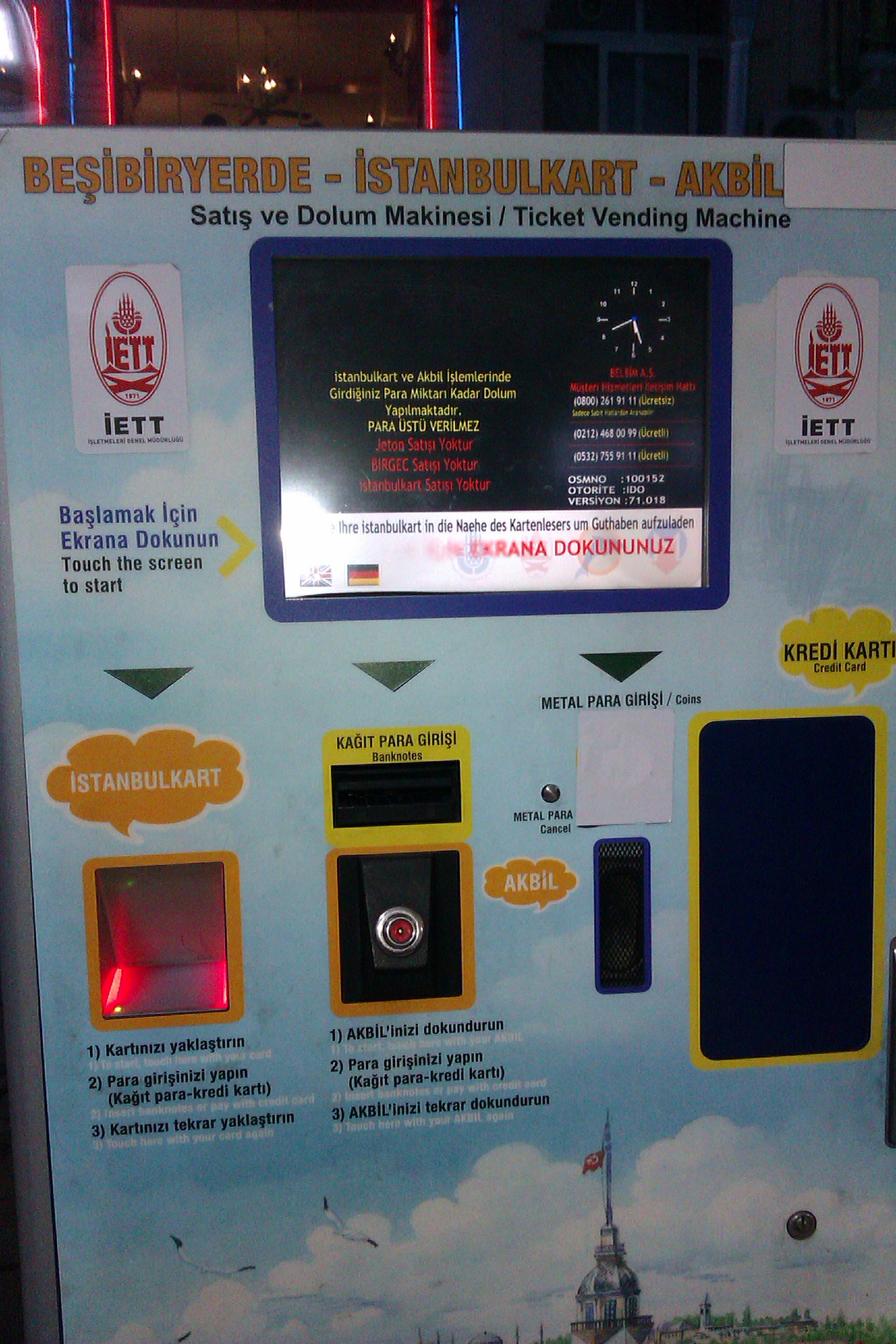
Biletmatik automata

## Tervezett projektek
A jelenlegi metrórendszer bővítése és a meglévő vonalak hosszabbítása folyamatos. További hét metróvonalat terveznek átadni.
| Szám | Vonal                                  | Nyitás            | Hossz                                                       | Állomások |
| ---- | -------------------------------------- | ----------------- | ----------------------------------------------------------- | --------- |
|      | Kabataş ↔ Mahmutbey                    | 2020 (1. szakasz) | 6,5 km (1. szakasz) 18,5 km (2. szakasz) 18 km (3. szakasz) | 4 13 15   |
|      | Bostancı ↔ Dudullu                     |                   | 14,3 km                                                     | 12        |
|      | Ataköy ↔ Olimpiyat                     |                   | 13 km                                                       | 12        |
|      | Pendik Çarşı ↔ Sabiha Gökçen repülőtér |                   | 9,1                                                         | 6         |
|      | Gayrettepe ↔ Isztambuli repülőtér      |                   | 37,5 km                                                     | 16        |
|      | Göztepe ↔ Ümraniye                     |                   | 13,03                                                       | 11        |
|      | Hastane ↔ Yenidoğan                    |                   | 23                                                          | 13        |